# Tandlægeskolen, Aarhus Universitet
Tandlægeskolen, Aarhus Universitet el. Aarhus Tandlægeskole er en videnskabelig institution, der beskæftiger sig med uddannelse og forskning inden for tandlægevidenskab. Skolen er organiseret som Odontologisk Institut under Det Sundhedsvidenskabelige Fakultet ved Aarhus Universitet.
Skolen blev oprettet i 1958 som Den Kongelige Tandlægehøjskole i Århus. Indtil da havde Københavns Tandlægehøjskole siden 1888 været ene om at uddanne tandlæger i Danmark. Skolen fik senere navnet "Århus Tandlægehøjskole", og fungerede som en selvstændig institution, indtil den i 1989 kom under Aarhus Universitet. To gange i løbet af 1980'erne blev det foreslået at nedlægge skolen, fordi man frygtede, at der med to tandlægeskoler blev uddannet flere tandlæger, end der var behov for.
Aarhus Tandlægeskole består organisatorisk af 9 afdelinger med hver sit odontologiske område som speciale. Skolen for Klinikassistenter, Tandplejere og Kliniske Tandteknikere er en del af Aarhus Tandlægeskole.